# Xã Patten, Quận Aurora, Nam Dakota
Xã Patten (tiếng Anh: Patten Township) là một xã thuộc quận Aurora, tiểu bang Nam Dakota, Hoa Kỳ. Năm 2010, dân số của xã này là 37 người.